# Pithecia pithecia
Il saki dalla faccia bianca (Pithecia pithecia Linneo, 1766), noto anche come saki della Guiana o saki dalla faccia dorata, è una specie di scimmia saki del Nuovo Mondo, endemica delle foreste del Brasile, Guyana francese, Guyana, Suriname e Venezuela. Questa specie vive nel sottobosco e nelle chiome inferiori della foresta, nutrendosi principalmente di frutta, noci, semi e insetti. Sebbene siano creature arboree e siano specialisti dello spostarsi da un albero all'altro (brachiazione), si nutrono prevalentemente a terra. I saki dalla faccia bianca vivono in genere circa 14 anni allo stato brado, mentre esemplari mantenuti in cattività sono arrivati all'età massima di 36 anni. I saki sono attivi durante il giorno, ritirandosi per la notte tra le chiome degli alberi, anche a 15-20 metri al suolo, utilizzando il folto fogliame per ripararsi dalle intemperie e dai predatori.
Una sottospecie precedentemente riconosciuta di questa scimmia, P. p. chrysocephala, è stata elevato allo stato di specie come P. chrysocephala, nel 2014.

## Descrizione

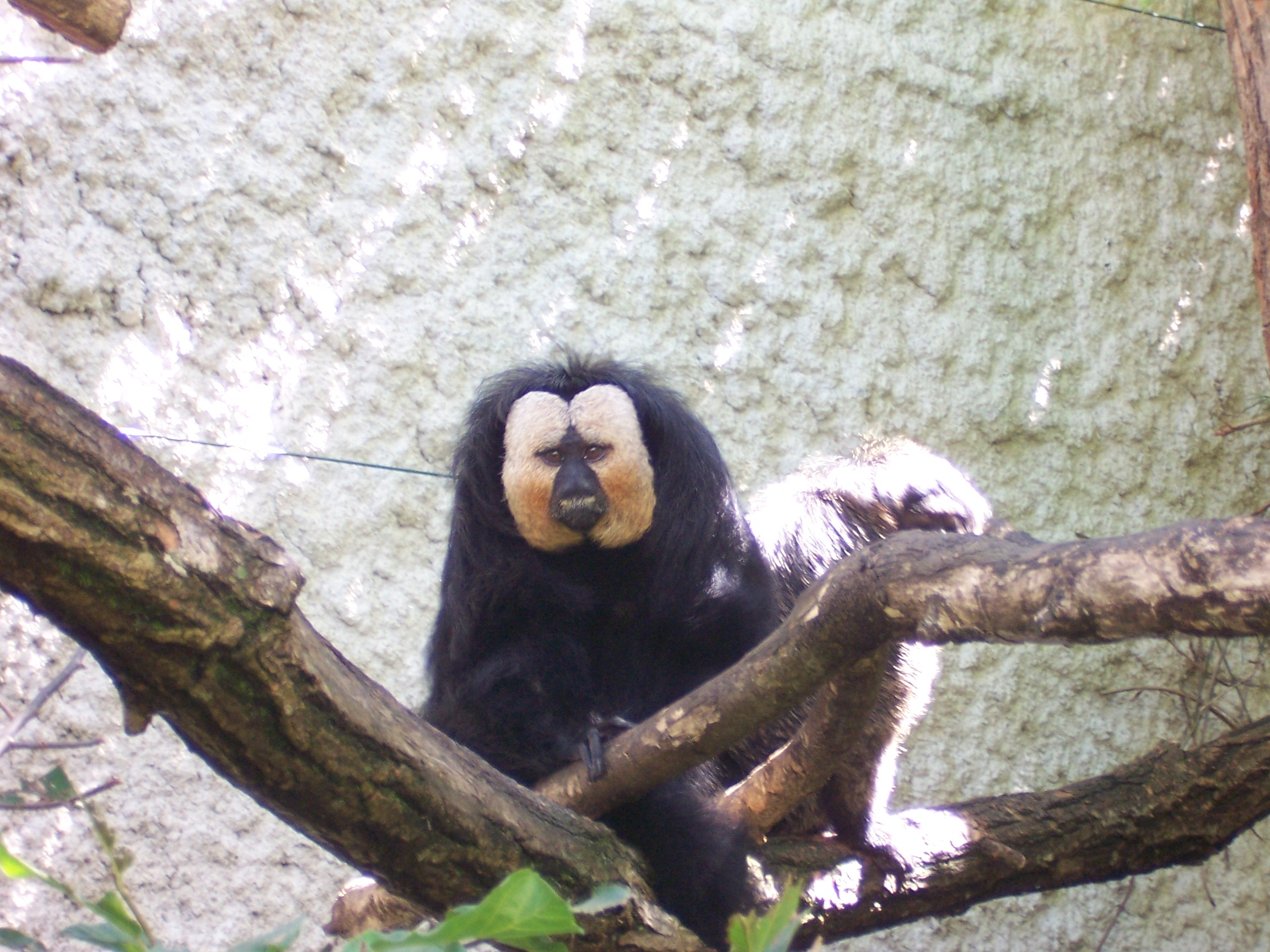
Una coppia della sottospecie chrysocephala: notare il colore arancio della testa del maschio.

### Dimensioni
Misura circa un metro di lunghezza, di cui la metà spetta alla coda, per un peso di circa 3 kg.

### Aspetto

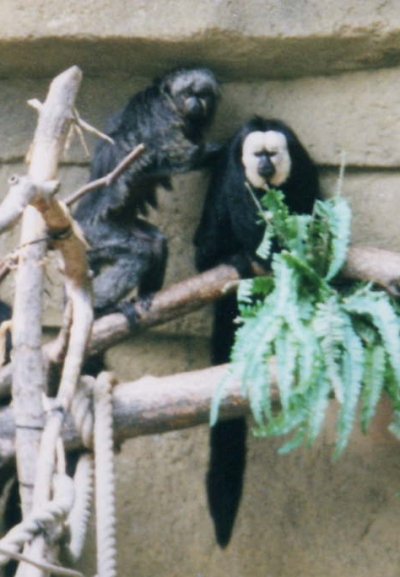
Una coppia in cattività: notare la colorazione differente nei due sessi (maschio a dx., femmina a sin.)

Presenta dicromatismo sessuale: il pelo, lungo e setoloso, è brunastro con variegature beige e nere nelle femmine, che presentano inoltre brizzolature su fronte e muso, mentre nei maschi è uniformemente nero lucido, con la testa color bianco panna (arancio nella sottospecie chrysocephala) e sfumature color ruggine su gola e nuca. Le parti nude sono bruno-nerastre in ambedue i sessi.

## Biologia
Si tratta di animali diurni ed arboricoli: vivono in gruppetti familiari formati da una coppia riproduttrice ed i cuccioli di varie età, per un totale di 2-9 individui. Si pensa che ciascun gruppo sia in realtà una cellula di gruppi più ampi: questa tesi sarebbe supportata dal fatto che spesso vari gruppi si riuniscono di notte per dormire sul medesimo albero.

### Alimentazione
Si tratta di animali essenzialmente frugivori: prediligono in particolar modo i frutti non ancora maturi, che incidono grazie alla dentatura robusta, supportata da altrettanto robusti muscoli maxillofacciali. Questo particolare tipo di dieta riduce fin quasi ad azzerarla la competizione con altre specie frugivore, che generalmente prediligono frutti a stadi di maturazione più avanzati.

### Riproduzione
Il ciclo estrale dura circa due settimane e mezzo: la gestazione dura invece cinque mesi e mezzo, al termine dei quali viene dato alla luce un unico cucciolo. Dopo la nascita, la femmina entra in un nuovo periodo fertile che dura per tutta la durata della fase dell'allattamento, che dura fino a sei mesi.

Nonostante il forte dimorfismo sessuale, che potrebbe indicare forte promiscuità sessuale dei maschi, le pitecie dalla faccia bianca sono in realtà animali rigorosamente monogami.